# 진퍼리새속
진퍼리새속(----屬, 학명: Molinia 몰리니아[*])은 벼과의 속이다. 여러해살이 초본식물 2종으로 이루어진 작은 속이며, 학명 "몰리니아"는 칠레의 박물학자 후안 이그나시오 몰리나의 이름에서 따왔다. 진퍼리새는 한국, 중국, 일본과 러시아 극동 등 동아시아에 분포하며, 몰리니아는 중앙아시아부터 서유럽과 북아프리카에 걸친 분포를 보인다.

## 하위 종
- 몰리니아(M. caerulea (L.) Moench)
  - M. caerulea var. depauperata (Lindl.) Asch. & Graebn.
  - M. caerulea var. obtusa (Peterm.) Asch. & Graebn.
- 진퍼리새(M. japonica Hack.)